# Камгаяха
Камгаяха (устар. Камга-Яха) — река в России, протекает по Пуровскому району Ямало-Ненецкого автономного округа. Берега Камгаяхи покрыты преимущественно хвойным лесом, основные древесные породы — сосна, лиственница, кедр. Устье реки находится на 480-м км реки Пякупур, по левому берегу и на высоте 77,3 метра над уровнем моря. Длина составляет 72 км.

## Гидроним
Название происходит из лесного ненецкого языка, на котором звучит как Камха" дяха и имеет значение 'река больших плавников'.

## Данные водного реестра
По данным государственного водного реестра России относится к Нижнеобскому бассейновому округу, водохозяйственный участок реки — Пур. Речной бассейн реки — Пур.
Код объекта в государственном водном реестре — 15040000112115300055165.